# Eroberung von Trocadero

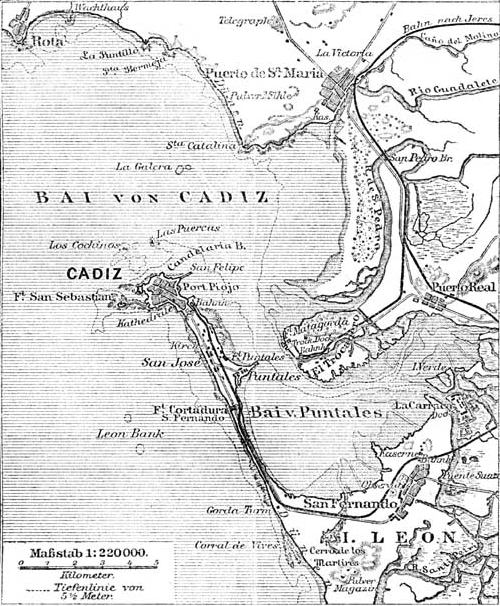
Die Lage von Trocadero in der Bucht von Cádiz (1888)

Bei der Eroberung von Trocadero nahm die französische Armee unter dem Herzog von Angoulême am 31. August 1823 die Festung auf der Insel Trocadero vor der spanischen Stadt Cádiz ein und beendete die spanische Revolution.

## Vorgeschichte und Verlauf
Nach der Gefangennahme des spanischen Königs Ferdinand VII. beauftragten die europäischen Mächte der Heiligen Allianz während des Veroneser Kongresses Ende 1822 Frankreich mit der Niederschlagung der bürgerlichen Revolution in Spanien.
Die revolutionären Milizen unter dem Befehl von Rafael del Riego y Núñez unterlagen während der französischen Invasion in Spanien in San Sebastian und Madrid und wurden bis nach Cádiz zurückgedrängt.
Die Milizen hatten sich in der Cádiz vorgelagerten Festung von Trocadero zusammengezogen, die den Zugang zur Stadt bewachte. Am 31. August 1823 konnten die Franzosen in einem überraschenden Bajonettangriff die Festung einnehmen. Der Angriff wurde unter Ausnutzung eines Niedrigwassers von der Seeseite her ausgeführt. Nach der Eroberung der Festung wurde auch das Dorf Trocadero von französischer Infanterie in einem Flankenangriff eingenommen. Im Verlauf der Schlacht wurden insgesamt 1700 spanische Milizionäre gefangen genommen.

## Folgen
Die Stadt Cádiz konnte sich nur bis zum 23. September 1823 halten. Ferdinand VII. wurde freigelassen und sofort wiedereingesetzt. Der Sieg wurde von seinen skrupellosen Vergeltungsmaßnahmen überschattet, die die französischen Truppen nicht verhinderten. Tausende Menschen, die der Sympathie mit der Republik verdächtigt wurden, fielen Folterungen und Massakern zum Opfer.
Der Sieg bei der Belagerung von Trocadero hatte für die Monarchie eine große Symbolkraft und wurde 1826 von Karl X. mit einer Militärparade an den Hauteurs de Chaillot (deutsch: Anhöhen von Chaillot) in Paris gewürdigt. In der Umgebung wurde seitdem vieles im Gedenken an diesen Sieg benannt. So wurde er Namensgeber für das Palais du Trocadéro, ein Gebäude, welches auf den Hauteurs de Chaillot für die Weltausstellung in Paris 1878 errichtet und 1937 wieder abgerissen wurde, um auf seinen Fundamenten das Palais de Chaillot zu bauen. Der Name lebt bis heute fort in der Place du Trocadéro et du 11 Novembre mit seiner Métro-Station Trocadéro und den Jardins du Trocadéro.
Mit Cádiz als Schauplatz des Dramas Der Belagerungszustand wollte Albert Camus vermutlich – neben anderen Ereignissen – auf die Revolution von 1823 anspielen, als ein Paradigma, zumal das Drama ganz allgemein den Widerstand gegen jede Form der Inhumanität in der Welt, politisch wie existenziell, thematisiert.